# Les Flors
Les flors, és una escultura femenina de Josep Llimona, signada el 1927 i col·locada en la Plaça Marquès de la Foronda, a Montjuïc, l'any 1929.

## Descripció
Des de 1930 és una escultura de marbre blanc, inicialment era de pedra de Montjuïc.
Es tracta d'una escultura d'una noia nua que està somrient, disposada amb el seu cos cap endavant. Les cames les té cap endarrere i un dels trets més característics consisteix a que té la mà sobre la cuixa dreta i aguanta un ram de flors.
Està situada al mateix nivell que una altra figura. Les dues representen les filles del mateix autor.
Aquestes dues figures presideixen l'entrada principal i sembla que volen donar la benvinguda a tots els espectadors, ja que estan inclinades per aproximar-les als visitants, donant-los sensació de proximitat i d'acolliment.

## Història
Malgrat la seva importància, aquestes figures no són monuments, ja que no han estat concebudes com a tal.
Per tant, són considerades com a figures amb un caràcter simbòlic. D'aquesta manera, van ser creades per tal de donar la benvinguda a les persones que les venien a visitar. És per això, que van ser col·locades en un entorn pròxim al vianant.
Aquesta idea de situar una escultura pròxima en l'espai urbà ha anat canviant al llarg del temps. En un primer moment, existia la tendència d'elevar els objectes del terra, volent transmetre la idea de figures immortals i reconegudes. Al llarg del temps, aquesta tendència es va revisar i es va rectificar.
En aquest cas, primer els escultors del modernisme i els noucentistes després van decidir posar molt d'èmfasi en la figura femenina jove i nua. Van decidir eliminar el pedestal i apostar per l'ornament mitjançant flors i plantes.
A la vegada, es va voler representar la naturalitat i la proximitat.